# Tricia Nixon Cox

Tricia Nixon Cox und Edward Cox

Patricia „Tricia“ Nixon Cox (* 21. Februar 1946 in Whittier, Kalifornien, Vereinigte Staaten) ist die ältere Tochter des 37. Präsidenten der Vereinigten Staaten, Richard Nixon, und der First Lady Pat Nixon sowie die Schwester von Julie Nixon Eisenhower. In der öffentlichen Karriere ihres Vaters spielte Cox eine zeremonielle Rolle, im Gegensatz zu Julies eher politischem Engagement. Sie begleitete ihn auf vielen Wahlkampfstopps und nach seinem Amtsantritt auf Staatsreisen rund um die Welt.

## Leben und Werdegang

### Frühe Lebensjahre
Nixon wurde am 21. Februar 1946 im Murphy Memorial Hospital in Whittier, Kalifornien, geboren. Sie wuchs in Washington, D.C. auf und besuchte die Horace Mann Elementary und die Sidwell Friends School. Später besuchte sie die Chapin School in Manhattan.
1964 wurde sie der High Society beim International Debutante Ball im Waldorf-Astoria Hotel in New York City als Debütantin vorgestellt.  Edward Cox war ihr ziviler Begleiter auf dem Ball. 
Sie besuchte kurz das inzwischen aufgelöste Frauencollege Finch College, dann das Boston College in Boston, Massachusetts, und schloss es 1968 mit einem Bachelor of Arts in Englisch ab. Bei ihrem Abschluss am 14. Juni 1968 fungierte ihr Vater als besonderer Gastredner.

### Ehe und berufliche Aktivitäten
Tricia Nixon heiratete am 12. Juni 1971 im Rahmen einer Zeremonie im Rosengarten des Weißen Hauses den Harvard-Jurastudenten Edward F. Cox.
In einem Interview mit Max Foster für CNN im Jahr 2015 über einen bevorstehenden Besuch in den Vereinigten Staaten erinnerte sich Charles, damals Prince of Wales, an seinen ersten Besuch in den USA im Jahr 1970 als „die Zeit, als sie versuchten, mich mit Tricia Nixon zu verheiraten“, die fast drei Jahre älter war als er und Amerikanerin. Nixon hatte die US-Regierung ein Jahr zuvor im Juli 1969 zusammen mit dem ehemaligen Vizepräsidenten Hubert H. Humphrey bei Charles‘ Investitur in Caernarvon, Wales, vertreten.
Tricia Nixon führte ein sehr privates Leben in einem Vorort von New York und war während der Kindheit und Jugend ihres im März 1979 geborenen Sohnes Christopher Nixon Cox nicht berufstätig. Ihr Mann ist heute Unternehmensanwalt und war Vorsitzender des New York Republican State Committee. Sie ist Vorstandsmitglied zahlreicher medizinischer Forschungseinrichtungen sowie der Richard Nixon Foundation in der Nixon Library in Kalifornien.